# سلوى الراشدي
سلوى الراشدي شاعرة وأديبة تونسية من مواليد مدينة تالة بولاية القصرين.

## الدواوين
- فصول القلب[1]
- مفاتيح القلب

## القصة
- 2004, باب الذاكرة
- أقلام بلادي (بالفرنسية)[2]